# Sidi Aïch (distrito)
Sidi Aïch é um distrito localizado na província de Bugia, Argélia, e cuja capital é a cidade de mesmo nome, Sidi Aïch. Em 2008, a população total do distrito era de 39 839 habitantes.[carece de fontes?]

## Municípios
O distrito está dividido em cinco comunas:
- Sidi Aïch
- Leflaye
- Tinabdher
- Tifra
- Sidi Ayad